# Hoshihananomia ussuriensis
Hoshihananomia ussuriensis es una especie de coleóptero de la familia Mordellidae.

## Distribución geográfica
Habita en la antigua Unión Soviética.